# Волуцькі
Волуцькі (пол. Wołuccy) — шляхетський рід гербу Равич Королівства Польського.

## Представники

Варіант гербу Равич

- Абрагам — воював у часи короля Казімежа ІІІ
- Якуб — загинув під час Пруської війни короля Владислава ІІ Ягайла

- Міхал — пробощ в Опочно
- Щенсний — брат Міхала
- Ян — брат Міхала та Щенсного, підсудок равський, дружина — Олтажевська гербу Лис, мали доньку та 7 синів
  - Єнджей, помер рано, повертаючись з Османської імперії разом з Томою-Іваном Дрогойовським
  - Павел — Латинський єпископ Кам'янця-Подільського та Луцька, освятив фундаменти костелу святих Петра і Павла у Луцьку
  - Станіслав — Галицький каштелян, коронний підкоморій, равський староста;[2] дружини — «генералова Потоцька» та, подібно, Дидинська
  - Філіп — каштелян та воєвода равський
  - Себастьян — малогоський каштелян, равський староста
    - Павел
    - Станіслав
    - Петронеля — матір примаса Ольшевського

  - Войцех (†1586) — єзуїт
  - Миколай (†1655, Рава-маз.) — єзуїт

- Станіслав з Богушіце (пол. Boguszyce) — равський хорунжий, дідич Заболотова, фундував римо-католицьку парафію у місті в 1605 році[3]